# Szaúd-Arábia a 2012. évi nyári olimpiai játékokon
Szaúd-Arábia a nagy-britanniai Londonban megrendezett 2012. évi nyári olimpiai játékok egyik részt vevő nemzete volt. Az országot az olimpián 5 sportágban 19 sportoló képviselte, akik összesen 1 érmet szereztek. Szaúd-Arábia először indított női sportolókat az olimpiai játékok történetében. Egy-egy női sportoló indult a 800 m-es síkfutásban és a nehézsúlyú cselgáncsban.

## Érmesek
| Érem  | Versenyző                                                             | Sportág  | Versenyszám       |
| ----- | --------------------------------------------------------------------- | -------- | ----------------- |
| Bronz | Abdalláh Ál Szuúd Ramzi ed-Duhámi Kamál Báhamdán Abdalláh es-Sarbatli | Lovaglás | Csapat díjugratás |

## Atlétika
Férfi
| Versenyző         | Versenyszám    | Előfutam | Előfutam | Előfutam | Elődöntő | Elődöntő | Elődöntő | Döntő    | Döntő    |
| Versenyző         | Versenyszám    | Idő      | Hely.    | Össz.    | Idő      | Hely.    | Össz.    | Idő      | Helyezés |
| ----------------- | -------------- | -------- | -------- | -------- | -------- | -------- | -------- | -------- | -------- |
| Júszef Maszrahi   | 400 m          | 45,43    | 3.       | 13.*     | 45,91    | 7.       | 21.      | kiesett  | kiesett  |
| Abd el-Azíz Ládán | 800 m          | 1:46,09  | 3.       | 11.      | 1:48,98  | 8.       | 23.      | kiesett  | kiesett  |
| Mohammed Savín    | 1500 m         | 3:39,42  | 1.       | 12.      | 3:43,39  | 7.       | 20.      | kiesett  | kiesett  |
| Emád Núr          | 1500 m         | 3:42,95  | 10.      | 34.      | kiesett  | kiesett  | kiesett  | kiesett  | kiesett  |
| Huszajn el-Hamda  | 5000 m         | 14:00,43 | 20.      | 39.      |          |          |          | kiesett  | kiesett  |
| Abdalláh el-Dzsúd | 5000 m         | 14:11,12 | 20.      | 40.      |          |          |          | kiesett  | kiesett  |
| Muheld el-Utajbi  | 5000 m         | 13:31,47 | 9.       | 23.      |          |          |          | kiesett  | kiesett  |
| Muheld el-Utajbi  | 10 000 m       |          |          |          |          |          |          | 28:07,25 | 17.      |
| Ali Ahmed el-Ámri | 3000 m akadály | 8:26,22  | 9.       | 17.      |          |          |          | kiesett  | kiesett  |

| Versenyző                 | Versenyszám   | Selejtező | Selejtező | Döntő    | Döntő    |
| Versenyző                 | Versenyszám   | Eredmény  | Helyezés  | Eredmény | Helyezés |
| ------------------------- | ------------- | --------- | --------- | -------- | -------- |
| Szultán Mubárak ed-Dávudi | Diszkoszvetés | 59,54 m   | 33.       | kiesett  | kiesett  |

Női
| Versenyző   | Versenyszám | Előfutam | Előfutam | Előfutam | Elődöntő | Elődöntő | Elődöntő | Döntő   | Döntő    |
| Versenyző   | Versenyszám | Idő      | Hely.    | Össz.    | Idő      | Hely.    | Össz.    | Idő     | Helyezés |
| ----------- | ----------- | -------- | -------- | -------- | -------- | -------- | -------- | ------- | -------- |
| Szára Attár | 800 m       | 2:44,95  | 8.       | 39.      | kiesett  | kiesett  | kiesett  | kiesett | kiesett  |

* - két másik versenyzővel azonos eredményt ért el

## Cselgáncs
Férfi
| Versenyző      | Versenyszám | Selejtező         | 32-es főtábla                   | Nyolcaddöntő                         | Negyeddöntő       | Elődöntő          | Vigaszág elődöntő | Bronz- mérkőzés   | Döntő             | Helyezés |
| Versenyző      | Versenyszám | Ellenfél Eredmény | Ellenfél Eredmény               | Ellenfél Eredmény                    | Ellenfél Eredmény | Ellenfél Eredmény | Ellenfél Eredmény | Ellenfél Eredmény | Ellenfél Eredmény | Helyezés |
| -------------- | ----------- | ----------------- | ------------------------------- | ------------------------------------ | ----------------- | ----------------- | ----------------- | ----------------- | ----------------- | -------- |
| Ísza Madzsrasi | Légsúly     | erőnyerő          | Raul Lall (GUY) · 100(0)–000(0) | Felipe Kitadai (BRA) · 000(0)–021(0) | kiesett           | kiesett           |                   |                   |                   | 9.       |

Női
| Versenyző          | Versenyszám | Selejtező                            | Nyolcaddöntő      | Negyeddöntő       | Elődöntő          | Vigaszág elődöntő | Bronz- mérkőzés   | Döntő             | Helyezés |
| Versenyző          | Versenyszám | Ellenfél Eredmény                    | Ellenfél Eredmény | Ellenfél Eredmény | Ellenfél Eredmény | Ellenfél Eredmény | Ellenfél Eredmény | Ellenfél Eredmény | Helyezés |
| ------------------ | ----------- | ------------------------------------ | ----------------- | ----------------- | ----------------- | ----------------- | ----------------- | ----------------- | -------- |
| Vodzsdán Saherháni | Nehézsúly   | Melissa Mojica (PUR) · 000(0)–100(0) | kiesett           | kiesett           | kiesett           |                   |                   |                   | 17.      |

## Lovaglás
Díjugratás
| Versenyző                                                             | Ló           | Versenyszám | Selejtező | Selejtező | Selejtező | Selejtező | Selejtező | Selejtező | Selejtező | Selejtező | Döntő   | Döntő   | Döntő   | Végeredmény | Végeredmény |
| Versenyző                                                             | Ló           | Versenyszám | 1. kör    | 1. kör    | 2. kör    | 2. kör    | 2. kör    | 3. kör    | 3. kör    | 3. kör    | 1. kör  | 1. kör  | 2. kör  | Végeredmény | Végeredmény |
| Versenyző                                                             | Ló           | Versenyszám | Bünt.     | Hely.     | Bünt.     | Össz.     | Hely.     | Bünt.     | Össz.     | Hely.     | Bünt.   | Hely.   | Bünt.   | Bünt.       | Helyezés    |
| --------------------------------------------------------------------- | ------------ | ----------- | --------- | --------- | --------- | --------- | --------- | --------- | --------- | --------- | ------- | ------- | ------- | ----------- | ----------- |
| Ramzi ed-Duhámi                                                       | Bayard       | Egyéni      | 2         | 41.       | 0         | 2         | 15.       | 4         | 6         | 9.        | 12      | 29.     | kiesett | 12          | 29.         |
| Abdalláh Ál Szuúd                                                     | Davos        | Egyéni      | 0         | 1.        | 0         | 0         | 1.        | 4         | 4         | 4.        | 9       | 26.     | kiesett | 9           | 26.         |
| Kamál Báhamdán                                                        | Delphi       | Egyéni      | 1         | 33.       | 1         | 2         | 15.       | 5         | 7         | 10.       | 1       | 7.      | 1       | 2           | 4.          |
| Abdalláh es-Sarbatli                                                  | Sultan       | Egyéni      | 6         | 58.       | 4         | 10        | 51.       | kiesett   | kiesett   | kiesett   | kiesett | kiesett | kiesett | 10          | 51.         |
| Ramzi ed-Duhámi Abdalláh Ál Szuúd Kamál Báhamdán Abdalláh es-Sarbatli | lásd fentebb | Csapat      | 3         | 9.        |           |           |           |           |           |           | 1       | 1.      | 13      | 14          |             |

## Sportlövészet
Férfi
| Versenyző         | Versenyszám | Selejtező | Selejtező | Döntő   | Döntő    |
| Versenyző         | Versenyszám | Pont      | Helyezés  | Pont    | Helyezés |
| ----------------- | ----------- | --------- | --------- | ------- | -------- |
| Mádzsed et-Tamími | Skeet       | 111       | 29.       | kiesett | kiesett  |

## Súlyemelés
Férfi
| Versenyző         | Versenyszám | Szakítás | Szakítás | Lökés    | Lökés    | Összesen | Helyezés |
| Versenyző         | Versenyszám | Eredmény | Helyezés | Eredmény | Helyezés | Összesen | Helyezés |
| ----------------- | ----------- | -------- | -------- | -------- | -------- | -------- | -------- |
| Abbász el-Kajszúm | 94 kg       | 155      | 15.      | 180      | 17.      | 335      | 15.      |